# آواز در خواب
آواز در خواب به کارگردانی آرش سجادی حسینی در سال ۱۳۹۷ ساخته شده است. این فیلم محصول کشور ایران و در ژانر خانوادگی و کمدی می‌باشد. در این فیلم نادر سلیمانی، حمید لولایی، رضا شفیعی جم، ساناز سماواتی، شهرزاد کمال‌زاده به هنرمندی پرداخته‌اند.
این فیلم در واقع اقتباسی طنزگونه از کتاب سرود کریسمس اثر چارلز دیکنز است.

## خلاصه داستان
فتحی صاحب فروشگاه عتیقه‌فروشی، فردی بسیار خسیس است. او روح شریکش را در خواب می‌بیند که او را متوجه گذشته، حال و آینده‌اش می‌کند. فتحی که متنبه شده از خواب بیدار می‌شود و آدم دیگری می‌شود و…